# Cyclophora sympathica
Cyclophora sympathica là một loài bướm đêm trong họ Geometridae.